# Orthocentrus lineatus
Orthocentrus lineatus là một loài tò vò trong họ Ichneumonidae.